# Toxomerus una
Toxomerus una är en tvåvingeart som först beskrevs av Hull 1943.  Toxomerus una ingår i släktet Toxomerus och familjen blomflugor.
Artens utbredningsområde är Haiti. Inga underarter finns listade i Catalogue of Life.